# DIN sync

Brochage du connecteur DIN41524-5 femelle

Brochage du connecteur DIN41524-5 mâle

Le standard SYNC, également appelé DIN sync ou SYNC 24, définit une interface pour les instruments de musique électroniques. Il a été introduit dans les années 1980 par Roland Corporation pour la synchronisation des séquenceurs musicaux, batteries électroniques et autres engins similaires. Le standard SYNC utilise un signal d'horloge (ou tempo) et démarrer/arrêter (start/stop ou run/stop). Les signaux sont compatibles TTL : l'état bas est à 0 V, l'état haut est à +5 V. Le signal d'horloge (2,51 V, 24 ppqn pour les machines Roland) définit la vitesse de la séquence ou du motif de percussion. Le signal start/stop détermine si la séquence est jouée ou arrêtée (start/stop = 0 V → arrêtée, start/stop = +5 V → jouée).

## Description
Le standard SYNC utilise les connecteurs DIN 5 broches DIN41524-5 créés par le Deutsches Institut für Normung, les mêmes que pour le MIDI mais avec un brochage différent. Le terme « DIN sync » ne signifie pas qu'il est dans le standard DIN, mais seulement qu'il utilise des connecteurs DIN (les mêmes que sur les claviers PC/AT). Les broches restantes (4 et 5) peuvent être utilisées pour les signaux « tap », « fill in » ou « reset and start » mais cela diffère d'un appareil à l'autre.
Il faut un câble à 3 ou 5 broches de chaque côté pour connecter deux appareils SYNC. Les broches 1, 2 et 3 doivent être câblées (à la différence du MIDI qui prend les broches 4 et 5). Un câble MIDI standard ne convient pas car les broches 1 et 3 n'y sont pas utilisées.
Entrée/sortie SYNC : certains appareils SYNC possèdent des connecteurs d'entrées et de sorties, d'autres ne gèrent qu'un seul de ces connecteurs, commutables en entrée ou en sortie (comme la Roland TR-808). Le 3e groupe utilise des gestionnaires auto-commutés (comme la Roland TB-303), qui détectent automatiquement le mode à adopter. Comme l'anneau génère la commutation, une fiche (mâle) sans anneau est nécessaire pour utiliser ces connecteurs en sortie. Pour plus de détails, se référer au manuel utilisateur ou technique de l'appareil concerné.
La norme Roland DIN sync utilise 24 pulsations par noire, d'où le terme 24 ppqn (24 pulses per quarter note). Les appareils Korg, telle la batterie Korg DDM-110, travaillent à 48 ppqn. Si vous connectez une Roland TB-303 sur une Korg DDM-110, la TB-303 tournera deux fois plus vite. Un simple adaptateur résout ce problème.

### Sources
- (en) Cet article est partiellement ou en totalité issu de l’article de Wikipédia en anglais intitulé « DIN sync » (voir la liste des auteurs).